# Brittany Underwood
Brittany Underwood (Mountain Lakes, 6 juli 1988) is een Amerikaanse actrice, zangeres en filmproducente.
Underwood is vooral bekend van haar rol als Langston Wilde in de televisieserie One Life to Live waar zij in 444 afleveringen speelde. Ze is ook bekend om haar rol als Loren Tate in de serie Hollywood Heights.

## Biografie
Underwood is door haar moeder van Colombiaanse afkomst. Naast Engels spreekt zij vloeiend Spaans.
Ze is behalve actrice ook zangeres. In 2012 heeft zij een single uitgebracht onder de naam Flow.

## Filmografie

### Films
- 2023 Love's Playlist - als Tunrley
- 2022 A Prince and Pauper Christmas - als Sydney
- 2022 Mother's Deadly Son - als Tara
- 2022 The Final Rose - als Nicki
- 2021 The Killer in My Backyard - als Allyson
- 2021 Assault on VA-33 - als Vee
- 2021 Hollywood.Con - als Jocelyn Reynolds
- 2021 A Deadly Bridenapping - als Leah
- 2020 Dying for A Daughter - als Margaret
- 2020 Off the Grid - als Sandra
- 2019 2nd Chance for Christmas - als Chance Love
- 2018 Babysitter's Nightmare - als Daphne Hart
- 2017 The Bachelor Next Door - als Sage
- 2017 Deadly vows - als Helena
- 2017 It Happened One Valentine's - als Carson Peet
- 2017 Love on the Vines - als Amelia
- 2017 A Second Chance - als Chance Love
- 2016 Backstabbed - als Shelby
- 2016 The Dark Tapes - als Amanda
- 2016 Hidden Truth - als Natalie
- 2015 Merry Kissmas - als Kim
- 2014 Death Clique - als Jade
- 2012 Game Change – als Willow Palin
- 2011 Margaret – als Leslie
- 2010 Mariela – als Mariela

### Televisieseries
Uitgezonderd eenmalige gastrollen.
- 2010 - 2020 The Bay - als Riley Henderson - 61 afl.
- 2014 - 2015 Youthful Daze - als Sheila Edmundson - 50 afl.
- 2012 Hollywood Heights – als Loren Tate – alle 78 afl.
- 2006 – 2012 One Life to Live – als Langston Wilde – 442 afl.

### Filmproducente
- 2020 The New Old Fashioned - korte film
- 2014 - 2015 Youthful Daze - televisieserie - 40 afl.